# 버디 하먼
머리 미젤 "버디" 하먼 2세(Murrey Mizell "Buddy" Harman, Jr., 1928년 12월 23일 ~ 2008년 8월 21일)는 미국의 컨트리 음악 세션 드러머이다.
테네시주 내슈빌 출신의 하먼은 18,000회 이상의 세션에 출연해 엘비스 프레슬리, 제리 리 루이스, 작곡가 래리 페트리, 마사 카슨, 팻시 클라인, 돌리 패튼, 브렌다 리, 태미 와이넷, 로레타 린, 로이 오비슨, 코니 프랜시스, 쳇 앳킨스, 마티 로빈스, 레이 프라이, 로저 밀러, 조니 캐시, 윌리 넬슨, 웨일런 제닝스, 조지 존스, 케니 로저스, 바바라 맨드렐, 에디 아놀드, 페리 코모, 멀리 해거드, 리바 매킨타이어, 질리언 웰치 등의 아티스트를 위해 드럼을 연주했다.
하먼은 그랜드 올 오프리에 최초로 재적된 정규 드러머다. 1981년 아카데미 오브 컨트리 뮤직에서 "올해의 드러머상"을 수상하고 1975년과 1976년에 내슈빌의 미국 음반 예술 및 기술 협회에서 최고의 드럼 레코딩을 치하하는 "슈퍼 피커상"을 수상했다.
내슈빌의 호스피스 센터에서 79세를 일기로 울혈심부전증으로 사망했다.

## 같이 보기
- 내슈빌 A-팀